# 뱀머리돌고래
뱀머리돌고래(학명: Steno bredanensis)는 참돌고래과에 속하는 고래의 일종이다. 뱀머리돌고래속(Steno)의 유일종이다. 비교적 몸집이 큰 돌고래로 전세계의 심해 온난 해역과 열대 해역에서 발견된다.

## 명칭
뱀머리돌고래는 1823년 조르주 퀴비에가 처음 기록했다. 속명 "스테노"(teno)는 그리스어의 "좁다"라는 뜻의 단어에서 유래했으며, 이는 이 돌고래의 특징인 부리의 형상을 나타내고 있다. 종소명 "브레다넨시스"(bredanensis)는 퀴비에의 책 연구자인 폰 브레다(von Breda)의 이름에서 유래했다.

## 같이 보기
- 고래류의 종 목록